# Wachtberg (Gemeinde Behamberg)
Wachtberg ist ein Ort im Mostviertel in Niederösterreich und gehört zur Gemeinde Behamberg im Bezirk Amstetten.

## Geographie
Der Ort Wachtberg befindet sich direkt an der oberösterreichischen Landesgrenze östlich von Steyr, um die 2½ Kilometer nordwestlich vom Ort Behamberg. Die Streusiedlung liegt im voralpinen Riedelland, oberhalb der Enns, und hinüber in die Talungen des Pichlerbachs, einem kleinen Nebenbach der Erla zur Ybbs, auf um die 330–390 m ü. A. Höhe.
Die Ortslage erstreckt sich entlang der B122 Voralpen Straße (Amstetten – Steyr) und B42 Haager Straße (von Haag hier zur B122). Er umfasst die eigentlichen Häuser Wachtberg an der Steyrer Stadtgrenze  (gut 10 Adressen), sowie das Dorf Holz an der Wasserscheide östlich, und die Rotte Wanzenöd nordöstlich. Dieser Adressbereich Wachtberg hat zusammen etwa 90 Adressen.
|                                                           | Heuberg                                     | Anetzberg Pühring Wanzenöd |
| Münichholz (Stt.) Fischhub (Stt.) (beide Std.. Steyr, OÖ) | Kompassrose, die auf Nachbargemeinden zeigt | Knarzhub Holz              |
|                                                           | Blindhof                                    | Eglschachen (O u. KG Penz) |

## Geschichte
Der Ort hieß früher auch Wachtberg, wie der Berg selbst.
Er gehörte zur Herrschaft Steyr. und findet sich um 1840 mit 7 Häusern, davon drei als Rotte, und 48 Einwohnern genannt.

## Nachweise
1. ↑  So in der Josephinischen Landesaufnahme um 1780 (Alle Landesaufnahmen online auf Arcanum/Österreichisches Staatsarchiv: mapire.eu).
2. 1 2 3  Franz [Xavier Joseph] Schweickhardt Ritter von Sickingen: Darstellung des Erzherzogthums Oesterreich unter der Ens. 10. Band, 2. Reihe Viertel Ober-Wienerwald, 1938, Wachtberg, S. 127 f (Digitalisat, Google, vollständige Ansicht).